# Joe Ing
Joseph Henry Charles Ing (16 tháng 10 năm 1890 - 1977) là một cầu thủ bóng đá người Anh thi đấu ở vị trí tiền vệ cánh phải thi đấu ở Football League cho Clapton Orient.

## Cuộc sống cá nhân
Ing phục vụ ở Hải quân Hoàng gia Anh trong Thế chiến thứ I.

## Thống kê sự nghiệp
| Câu lạc bộ          | Mùa giải            | Giải quốc nội       | Giải quốc nội | Giải quốc nội | Cúp FA  | Cúp FA    | Tổng    | Tổng      |
| Câu lạc bộ          | Mùa giải            | Hạng đấu            | Số trận       | Bàn thắng     | Số trận | Bàn thắng | Số trận | Bàn thắng |
| ------------------- | ------------------- | ------------------- | ------------- | ------------- | ------- | --------- | ------- | --------- |
| Clapton Orient      | 1919-20             | Second Division     | 17            | 0             | 1       | 0         | 18      | 0         |
| Tổng cộng sự nghiệp | Tổng cộng sự nghiệp | Tổng cộng sự nghiệp | 17            | 0             | 1       | 0         | 18      | 0         |